# Future History (álbum)
Future History é o segundo álbum de estúdio pelo artista de gravação americano de R&B e pop Jason Derülo, a ser lançado em 16 de Setembro de 2011. O álbum foi procedido pelo lançamento do seu primeiro single, "Don't Wanna Go Home", que estreou no número um no Reino Unido na UK Singles Chart. "It Girl" foi lançado como o segundo single do álbum em 9 de Agosto de 2011.

## Faixas
| Versão padrão |                       | |                                                |         |  |
| N.º           | Título                | Compositor(es) | Produtor(es)                                   | Duração |  |
| 1.            | "Don't Wanna Go Home" | Jason Desrouleaux, Chaz Mishan, David Delazyn, William Attaway, Irving Burgie, Allen George, Fred McFarlane              | The Fliptones, Tim Roberts*, Heather Jeanette* | 3:25    |  |
| 2.            | "It Girl"             | Desrouleaux, Emanuel Kiriakou, E. Kidd Bogart, Lindy Robbins                                                             | Emanuel "Eman" Kiriakou                        | 3:11    |  |
| 3.            | "Breathing"           | Desrouleaux, Jacob Luttrell, Lauren Christy, Julian Bunetta, Krassimir Tsvetano Kurkchiyski, Shope Trad, Folksong Thrace | DJ Frank E                                     | 3:54    |  |
| 4.            | "Be Careful"          | Desrouleaux, Jonathan Rotem, Claude Kelly                                                                                | J.R. Rotem, Kelly^                             | 3:34    |  |
| 5.            | "Make It Up as We Go" | Desrouleaux, Mishan, Delazyn                                                                                             | The Fliptones, Desrouleaux*                    | 3:10    |  |
| 6.            | "Fight for You"       | Desrouleaux, Steve Hoang, David F. Paich, Jeffrey T. Porcaro                                                             | RedOne, BeatGeek, Geo Slam                     | 4:02    |  |
| 7.            | "Pick Up the Pieces"  | Desrouleaux, Josh Walker, Olivia Waithe, Tiffany Fred, Michael McGregor, Peter King, Lee Monteverde, Kelly Sheehan       | J.R. Rotem, JD Walker,*                        | 3.34    |  |
| 8.            | "Givin' Up"           | Desrouleaux, Mishan, Delazyn                                                                                             | The Fliptones                                  | 3:50    |  |
| 9.            | "Bleed Out"           | Desrouleaux, Kara DioGuardi, Mike Caren                                                                                  | DJ Frank E                                     | 4:08    |  |
| 10.           | "That's My Shhh"      | Desrouleaux, Terius Nash, Carlos McKinney                                                                                | Carlos "Los" McKinney, Nash, Pat Thrall^       | 4:26    |  |
| 11.           | "X"                   | Desrouleaux, Mishan, Delazyn, Sidney Swift, Alexander C. Goodwin, David Malcolm, Monea William Stewart                   | The Fliptones, The Outerlimits                 | 3:32    |  |
| 12.           | "Dumb"                | Desrouleaux, Rotem, William Jordan, Clemie Penton, Frank Romano                                                          | J.R Rotem, Romano*                             | 3:50    |  |

(*) Denota co-produtor 

(^) Denota produtor vocal

## Histórico de lançamento
| País           | Data                   | Formato | Editora discográfica         |
| -------------- | ---------------------- | ------- | ---------------------------- |
| Alemanha       | 16 de setembro de 2011 | CD      | Warner Music Group           |
| França         | 19 de setembro de 2011 | CD      | Warner Music Group           |
| Reino Unido    | 26 de setembro de 2011 | CD      | Warner Music Group           |
| Canadá         | 27 de setembro de 2011 | CD      | Beluga Heights, Warner Bros. |
| Estados Unidos | 27 de setembro de 2011 | CD      | Beluga Heights, Warner Bros. |